# バスケットボールブラジル代表
バスケットボールブラジル代表（Brazil national basketball team）は、ブラジルバスケットボール連盟により国際大会に派遣されるバスケットボールのナショナルチームである。

## 経歴
1922年発足。世界選手権で2度優勝したが、オリンピックでは銅メダルが最高であり、シドニー、アテネ、北京では本大会を逃している。
2005年のアメリカ選手権で優勝を果たすも、2006年の世界選手権ではグループリーグ敗退となった。
自国開催の2022年FIBAアメリカップは決勝でアルゼンチンに破れ3度目の準優勝となった。
予選を勝ち抜いて2024年パリオリンピックに出場。本大会では日本相手に102-84のスコアで圧勝し、決勝トーナメント進出を決めている。

## 主な国際大会成績
- オリンピック
  - 1936年：10位
  - 1948年：銅メダル
  - 1952年：6位
  - 1956年：6位
  - 1960年：銅メダル
  - 1964年：銅メダル
  - 1968年：4位
  - 1972年：7位
  - 1976年：予選敗退
  - 1980年：5位
  - 1984年：9位
  - 1988年：5位
  - 1992年：5位
  - 1996年：6位
  - 2012年：5位
  - 2016年：9位
  - 2020年：予選敗退
  - 2024年：7位
- W杯の成績
  - 1950年：4位
  - 1954年：準優勝
  - 1959年：優勝
  - 1963年：優勝
  - 1967年：3位
  - 1970年：準優勝
  - 1974年：6位
  - 1978年：3位
  - 1982年：8位
  - 1986年：4位
  - 1990年：5位
  - 1994年：11位
  - 1998年：10位
  - 2002年：8位
  - 2006年：19位
  - 2010年：9位
  - 2014年：6位
  - 2019年：13位
  - 2023年：13位
- アメリカ選手権の成績
  - 優勝：4回（1984年, 1988年, 2005年, 2009年）
  - 準優勝：3回（2001年, 2011年, 2022年）
  - 3位：4回（1989年, 1992年, 1995年, 1997年）

## 現在の代表選手
パリオリンピックのロスター
- ヤーゴ・ドス・サントス
- クリスティアーノ・フェリシオ
- ディディ・ルザーダ
- ヴィトール・ベニット
- マルセロ・ウェルタス
- ギー・サントス
- レオナルド・メインデル
- ラウル・ネト
- ジョルジーニョ・デ・パウラ
- ジョアン・カルドーソ
- ブルーノ・カボクロ
- ルーカス・ディアス

## 主な歴代代表選手
- アンダーソン・ヴァレジャオ
- オスカー・シュミット
- ティアゴ・スプリッター
- ネネイ
- ラファエル・アラウージョ
- パウロ・セザール（後のプロレスラージャイアント・シルバ）
- リアンドロ・バルボサ
- マルセロ・ウェルタス
- アウグスト・リマ
- ラウル・ネト
- ブルーノ・カボクロ
- クリスティアーノ・フェリシオ
- アレックス・ガルシア (バスケットボール)
- マーカス・ヴィニシウス
- ディディ・ルザーダ
- レオナルド・マインドル
- ヴィトール・ベニット
- ラファ・ルス
- スコット・マチャド
- ヤーゴ・ドス・サントス

## 歴代代表ヘッドコーチ
- ルーベン・マニャーノ （2010-2016）
- ホゼ・ネト（2014）
- アレクサンダル・ペトロヴィッチ（2017-2021）